# Corrigin
Corrigin – miasto w Australii, w stanie Australia Zachodnia.